# Risoluzione 2728 del Consiglio di sicurezza delle Nazioni Unite
La Risoluzione 2728 del Consiglio di sicurezza delle Nazioni Unite, adottata il 25 marzo 2024, ha chiesto un immediato cessate il fuoco su Gaza durante il mese di Ramadan. Ha inoltre richiesto il rilascio incondizionato di tutti gli ostaggi.
La risoluzione ha ricevuto l'approvazione di 14 membri, mentre gli Stati Uniti si sono astenuti dal voto.

## Contesto
La risoluzione 2728 è stata proposta dagli E-10 (i 10 membri non permanenti del Consiglio di sicurezza) ed è stata preceduta dal veto da parte della Cina e della Russia di un'altra risoluzione riguardante un cessate il fuoco a Gaza proposta e sponsorizzata dagli Stati Uniti il 22 marzo 2024.
Gli Stati Uniti a loro volta avevano posto il veto a tre precedenti risoluzione riguardanti il cessate fuoco a Gaza.
È stato riportato che gli Stati Uniti hanno richiesto e ottenuto una modifica al testo, sostituendo "cessate il fuoco permanente" con "cessate il fuoco duraturo".

## Votazioni
| Favorevoli (14) | Astenuti (1)  | Contrari (0) |
| --- | ------------- | ------------ |
| - Algeria - Ecuador - Francia - Guyana - Giappone - Malta - Mozambico - Sierra Leone - Regno Unito - Corea del Sud - Cina - Slovenia - Svizzera - Russia | - Stati Uniti |              |

* I membri permanenti sono riportati in grassetto.
Dopo l'approvazione della risoluzione, i membri presenti hanno applaudito.

## Testo
Guided by the purposes and principles of the Charter of the United Nations,
Recalling all of its relevant resolutions on the situation in the Middle East, including the Palestinian question,
Reiterating its demand that all parties comply with their obligations under international law, including international humanitarian law and international human rights law, and in this regard deploring all attacks against civilians and civilian objects, as well as all violence and hostilities against civilians, and all acts of terrorism, and recalling that the taking of hostages is prohibited under international law,
Expressing deep concern about the catastrophic humanitarian situation in the Gaza Strip,
Acknowledging the ongoing diplomatic efforts by Egypt, Qatar and the United States, aimed at reaching a cessation of hostilities, releasing the hostages and increasing the provision and distribution of humanitarian aid,
1. Demands an immediate ceasefire for the month of Ramadan respected by all parties leading to a lasting sustainable ceasefire, and also demands the immediate and unconditional release of all hostages, as well as ensuring humanitarian access to address their medical and other humanitarian needs, and further demands that the parties comply with their obligations under international law in relation to all persons they detain;
2. Emphasizes the urgent need to expand the flow of humanitarian assistance to and reinforce the protection of civilians in the entire Gaza Strip and reiterates its demand for the lifting of all barriers to the provision of humanitarian assistance at scale, in line with international humanitarian law as well as resolutions 2712 (2023) and 2720 (2023);
Guidato dai fini e principi dello Statuto delle Nazioni Unite,
Richiamando tutte le sue risoluzioni pertinenti sulla situazione in Medio Oriente, compresa la questione palestinese,
Ribadendo la richiesta che tutte le parti rispettino i loro obblighi ai sensi del diritto internazionale, compreso il diritto internazionale umanitario e il diritto internazionale sui diritti umani, e a tal fine deplorando tutti gli attacchi contro i civili e gli obiettivi civili, così come ogni violenza e ostilità contro i civili, e tutti gli atti di terrorismo, e richiamando che il sequestro di ostaggi è vietato dal diritto internazionale,
Esprimendo profonda preoccupazione per la catastrofica situazione umanitaria nella Striscia di Gaza,
Riconoscendo gli sforzi diplomatici in corso da parte di Egitto, Qatar e Stati Uniti, volti a raggiungere una cessazione delle ostilità, il rilascio degli ostaggi e ad aumentare la fornitura e la distribuzione di aiuti umanitari,
1. Chiede un immediato cessate il fuoco per il mese di Ramadan rispettato da tutte le parti che porti a un cessate il fuoco duraturo e sostenibile, e chiede anche il rilascio immediato e incondizionato di tutti gli ostaggi, così come garantire l'accesso umanitario per affrontare le loro esigenze mediche e umanitarie, e inoltre chiede che le parti rispettino i loro obblighi ai sensi del diritto internazionale riguardo a tutte le persone che detengono;
2. Sottolinea l'urgente necessità di ampliare il flusso di assistenza umanitaria e rafforzare la protezione dei civili in tutta la Striscia di Gaza e ribadisce la richiesta di sollevare tutti gli ostacoli alla fornitura di assistenza umanitaria su larga scala, nel rispetto del diritto internazionale umanitario così come delle risoluzioni 2712 (2023) e 2720 (2023);
3. Decide di continuare ad occuparsi attivamente della questione.»
(Risoluzione 2728 del Consiglio di sicurezza delle Nazioni Unite)

## Reazioni

### Stati
- Israele: Il Primo Ministro Benjamin Netanyahu ha annullato un viaggio di una delegazione israeliana alla Casa Bianca che avrebbe dovuto avere all'ordine del giorno la discussione sulla possibile operazione militare su Rafah, con una dichiarazione rilasciata in cui si fa riferimento a "un chiaro allontanamento degli Stati Uniti dalla loro posizione".[7] La delegazione doveva essere composta anche da Ron Dermer, affari strategici, e Tzachi Hanegbi, consigliere per la sicurezza nazionale israeliana.[6] L'ambasciatore israeliano alle Nazioni Unite, Gilad Erdan ha commentato dicendo che "Il fatto che la risoluzione approvata dal Consiglio di sicurezza ONU non condanni l'attacco di Hamas del 7 ottobre è una vergogna" e che "Hamas ha iniziato la guerra, da questo testo sembra che la guerra sia iniziata da sola. Israele non voleva questa guerra". L'ambasciatore ha anche aggiunto che il "Non subordinare il cessate il fuoco al rilascio degli ostaggi danneggia gli sforzi, tutti avrebbero dovuto votare contro questa vergognosa risoluzione".[8]
- Palestina: Il rappresentante permanente palestinese presso l'ONU, Riyad Mansour, ha accolto con favore la risoluzione, sottolineando la necessità di applicarla.
  -  Hamas: Su Telegram, il gruppo ha sottolineato la sua "disponibilità ad impegnarsi in un immediato processo di scambio di prigionieri che porti al rilascio dei prigionieri di entrambe le parti". Il 26 marzo 2024, Ismail Haniyeh, leader dell'ufficio politico di Hamas, ha dichiarato durante una conferenza stampa in concomitanza di una sua visita ufficiale a Teheran che "Nonostante la risoluzione sia arrivata tardi e ci potrebbero essere delle lacune da colmare, la recente risoluzione del Consiglio di Sicurezza dell'ONU mostra l'isolamento senza precedenti del regime sionista".[9][10]
- Stati Uniti: L'ambasciatrice statunitense presso l'ONU, Linda Thomas-Greenfield, ha ringraziato i membri per aver accolto alcune delle modifiche proposte dagli Stati Uniti, ma ha anche sottolineato che la mancanza di una condanna verso Hamas ha impedito agli Stati Uniti di sostenere la risoluzione.[11] Il portavoce del Consiglio per la sicurezza nazionale degli Stati Uniti, John Kirby, ha comunicato che la Casa Bianca è "molto delusa" per l'annullamento del viaggio della delegazione israeliana.[8] Kirby ha aggiunto che l'astensione sulla risoluzione è stata dovuta al fatto che la risoluzione non condannasse esplicitamente Hamas, come invece era stato il caso nella risoluzione sponsorizzata dagli Stati Uniti la settimana precedente.[6] Sempre a detta John Kirby, tuttavia, gli Stati Uniti hanno scelto di non porre il veto a questa risoluzione poiché includeva due principi sostenuti dagli Stati Uniti per molti mesi: il cessate il fuoco e il rilascio degli ostaggi.[6]
- Italia: Il Ministro degli Esteri italiano, Antonio Tajani, ha commentato positivamente sulla risoluzione dell'ONU riguardante un cessate il fuoco nella regione di Gaza. Ha espresso speranza che questa risoluzione segni un primo passo verso il miglioramento della situazione, consentendo la liberazione degli ostaggi israeliani e l'arrivo di aiuti umanitari alla popolazione civile palestinese. Tajani ha sottolineato l'importanza di trattative rapide per la liberazione degli ostaggi, auspicando che ciò possa progressivamente portare alla pace.[12]
- Francia: Dopo l'adozione della risoluzione, l'ambasciatore francese presso l'ONU, Nicolas De Riviere, ha espresso la richiesta di un "cessate il fuoco permanente" a Gaza subito dopo il Ramadan.[13]
- Egitto: L'Egitto ha chiesto l'immediata attuazione della risoluzione. Una dichiarazione del Ministero degli Esteri egiziano ha affermato che l'Egitto ha accolto con favore la risoluzione dell'ONU nonostante limitato periodo temporale. "L'Egitto chiede l'immediata attuazione del cessate il fuoco in modo da aprire la strada per affrontare tutti gli elementi della crisi", ha aggiunto. Ha affermato che l'adozione della risoluzione "rappresenta un importante e necessario primo passo per porre fine alla carneficina e prevenire ulteriori vittime civili palestinesi e per fornire l'opportunità di ingresso di aiuti umanitari nella striscia". Il comunicato ha infine aggiunto che "L'Egitto continuerà i suoi sforzi instancabili con le parti internazionali e regionali per contenere la crisi nella Striscia di Gaza il più rapidamente possibile".[14]
- Turchia: Il portavoce del Ministero degli Esteri turco ha definito la risoluzione un passo positivo e ha espresso la speranza che Israele aderisca prontamente alle sue disposizioni. Inoltre, la Turchia ha fatto appello alla comunità internazionale affinché prenda una posizione unita contro Israele per porre fine alla catastrofe umanitaria a Gaza e risolvere il conflitto israelo-palestinese.[15]
- Svizzera: Il Consiglio Federale Svizzero ha dichiarato in un comunicato stampa che la risoluzione "risponde alle esigenze più urgenti sul campo e deve essere attuata immediatamente". Ha anche sottolineato come "la decisione del Consiglio sottolinea il peso dei membri non permanenti del Consiglio".[16]
- Iraq: In una dichiarazione ricevuta dall'Agenzia Stampa Irachena - INA, il Ministero degli affari esteri iracheno ha affermato: "Esprimiamo il nostro benvenuto per l'emissione della risoluzione del Consiglio di Sicurezza delle Nazioni Unite che chiede un cessate il fuoco immediato a Gaza durante il mese sacro del Ramadan, con l'obiettivo di raggiungere un cessate il fuoco permanente e il rilascio di tutti gli ostaggi". Il Ministero ha inoltre sottolineato "l'importanza che le parti rispettino i loro obblighi secondo il diritto internazionale ed espandano il flusso di aiuti umanitari alla popolazione civile nell'intera Striscia di Gaza e migliorino la loro protezione", rinnovando il suo appello alla comunità internazionale "affinché assuma la sua responsabilità di fermare gli attacchi dell'occupazione israeliana contro i civili nella Striscia di Gaza e sottolinei la necessità di porre fine alle sofferenze del popolo palestinese e consentire loro di ottenere il diritto di vivere in sicurezza".[17]

### Altre entità
- ONU: Il Segretario Generale dell'ONU, António Guterres, ha dichiarato che il mancato rispetto della risoluzione sarebbe "imperdonabile".[18]
- Medici Senza Frontiere (MSF): In un comunicato stampa la ONG accoglie con favore l'approvazione della risoluzione. Tuttavia, la direttrice generale di MSF negli Stati Uniti, Avril Benoît, sottolinea che è necessario tradurre questa risoluzione in azioni concrete. Benoît insiste sulla necessità di un cessate il fuoco duraturo e afferma: "Un cessate il fuoco di due settimane non è sufficiente per rispondere agli enormi bisogni umanitari". Inoltre, l'organizzazione ribadisce l'importanza di proteggere i civili e le infrastrutture civili e di garantire un accesso umanitario senza restrizioni. MSF denuncia gli attacchi dell'esercito israeliano contro civili e ospedali e richiama l'attenzione sulle continue restrizioni all'accesso umanitario imposte dal governo di Israele.
- Save the Children: La ONG ha accolto con favore il voto sulla risoluzione, ma ha anche sottolineato l'importanza di tradurre queste parole in azioni concrete. Save the Children ha evidenziato l'urgenza di proteggere i bambini intrappolati nel conflitto e ha richiesto un'immediata attuazione e un'estensione definitiva del cessate il fuoco. Xavier Joubert, Direttore Paese di Save the Children nei Territori palestinesi occupati, ha espresso preoccupazione per la vita dei bambini nella Striscia di Gaza e ha esortato la comunità internazionale a intervenire rapidamente per evitare ulteriori sofferenze.[19]
- International Rescue Committee (IRC): La ONG ha accolto con favore la Risoluzione 2728. L'organizzazione sottolinea l'importanza di un cessate il fuoco duraturo e chiede agli Stati membri, compresi gli Stati Uniti, di fare tutto il possibile per garantirlo. L'IRC esige l'attuazione delle risoluzioni precedenti (risoluzioni 2720 e 2712) e denuncia gli ostacoli posti da Israele alla consegna degli aiuti umanitari. Infine, l'IRC avverte delle gravi conseguenze per la popolazione civile nel caso non venga rispettato un cessate il fuoco, con rischi di malnutrizione acuta per migliaia di bambini.[20]